# Beatyfikowani i kanonizowani przez Klemensa IX
Beatyfikowani i kanonizowani przez Klemensa IX – święci i błogosławieni wyniesieni na ołtarze w czasie pontyfikatu Klemensa IX.

## 1668
15 kwietnia
- Bł. Róża z Limy

## 1669
28 kwietnia
- Św. Maria Magdalena de’ Pazzi
- Św. Piotr z Alkantary

9 października
- Bł.  Małgorzata Sabaudzka (zatwierdzenie kultu)